# کاخ رؤیاها
کاخ رؤیاها (به هندی: Ek Mahal Ho Sapno Ka) فیلمی محصول سال ۱۹۷۵ و به کارگردانی دیوندرا گوئل است. در این فیلم بازیگرانی همچون درمندرا، شارمیلا تاگور، لینا چانداوارکار، آشوک کومار، دون ورما، آچالا ساچدف ایفای نقش کرده‌اند.